# Долгая ночь (фильм, 1951)
«Долгая ночь» (англ. The Big Night) — фильм нуар режиссёра Джозефа Лоузи, который вышел на экраны в 1951 году.
Фильм рассказывает о забитом 17-летнем подростке Джорджи Лемейне (Джон Дрю Бэрримор), который увидев унизительное избиение своего отца (Престон Фостер), решает отомстить его обидчику Элу Джаджу (Говард Сент-Джон). Взяв из дома оружие, он уходит в ночь, где знакомится с различными людьми и девушкой (Джоан Лорринг), с которой у него возникает душевная близость. Найдя в итоге Эла, Джорджи едва не совершает убийство, однако в итоге выясняет всю правду о происшедшем.
Фильм в целом получил противоречивые отклики критики, при этом был высоко оценен глубокий социальный подтекст и символизм картины.

## Сюжет
В день его 17-летия одноклассники издеваются и насмехаются над забитым, замкнутым Джорджи Лемейном (Джон Дрю Бэрримор). Наконец, он добирается до бара своего отца Энди Лемейна (Престон Фостер), где его приветствуют завсегдатаи, а отец дарит изготовленный в его честь праздничный торт. Однако Джорджи удивляет тот факт, что в бар не пришла Фрэнсис, девушка отца, и что отец взял всего два билета на бокс, хотя обычно они ходили втроём. На вопросы Джорджи, почему Франсис не появляется уже почти две недели, ни сам Энди, ни его многолетний друг и партнёр, бармен Фланаган (Хоуленд Чемберлен) не дают ответа. Вскоре в баре появляется старый и хромой ведущий спортивной колонки новостей Эл Джадж (Говард Сент-Джон), который приказывает Энди выйти из-за стойки, раздеться до пояса и опуститься на колени. Крепкий и здоровый Энди беспрекословно выполняет указания слабого Эла, после чего тот тростью жестоко избивает бармена по спине на глазах окружающих. После ухода Эла Фланаган помогает Энди встать и подняться в жилую часть дома на второй этаж, где укладывает его на кровать. На недоумённые вопросы Джорджи, почему отец позволил так унизить себя, Фланаган отвечает лишь, что ему лучше забыть о том, что он видел. Закрыв после этого бар, Джорджи надевает выходной пиджак, галстук и шляпу отца, берёт из кассы спрятанный там револьвер и отправляется на улицу. Он заходит в соседний магазинчик канцелярских товаров, чтобы попросить у хорошо знакомого хозяина мистера Эрлиха (Джозеф Мелл) взаймы 25 центов. Мистер Эрлих просит Джорджи посидеть несколько минут с его новорождённым ребёнком, пока его жена вернётся из магазина. Оставшись в детской комнатке, Джорджи достаёт из кармана револьвер и репетирует перед зеркалом, как он будет разговаривать с Элом, угрожая ему оружием. Когда ребёнок начинает плакать, Джорджи нежно берёт его на руки и качает, и когда ребёнок засыпает, кладёт его обратно в кроватку. Заставшая этот момент миссис Эрлих тронута заботливостью Джорджи и говорит, что повезёт той женщине, которая станет его женой. Когда Джорджи уходит, мистер Эрлих говорит окружающим, насколько Энди умён, что не стал ввязываться в драку с Джаджем.
Джорджи приходит на стадион, где должен состояться боксёрский матч. В толпе около входа он продаёт незнакомцу за 10 долларов билет своего отца. Через несколько секунд к нему подлетает некто в штатском, и, выдавая себя за сотрудника полиции, обвиняет Джорджи в незаконной спекуляции билетами. Чтобы отвязаться от прижавшего его к стенке «полицейского», испуганный Джорджи отдаёт ему вырученную за билет десятку. В зрительном зале соседом Джорджи оказывается человек, которому он продал билет — профессор Ллойд Купер (Филипп Бурнёф), который преподаёт журналистику в местном колледже. Купер объясняет Джорджи, что деньги у него отобрал не полицейский, а обычный мошенник, после чего даёт парню бинокль, с помощью которого тот находит в толпе Эла Джаджа, который занимает место около ринга. После яростного, но непродолжительного боя, который продолжался всего 25 секунд, Купер отводит Джорджи в бар, где обычно бывает Джадж. Вскоре Джордж замечает Джаджа и идёт за ним в туалетную комнату, собираясь поговорить именно там. Однако в последний момент в туалет заходит тот самый мужчина, который отобрал у Джорджи деньги перед началом боя. Как выясняется, он является знакомым Джаджа по имени Пекинпо (Эмиль Мейер). Он приветствует Джаджа, после чего тот уходит, а Пекинпо замечает в туалетной комнате Джорджи. Решив, что парень следит за ним, рассчитывая вернуть свои деньги, Пекинпо резко и угрожающе говорит ему несколько слов, после чего выбрасывает из туалетной комнаты. Уже прилично выпивший Купер находит Джорджи и уговаривает его пойти вместе в ночной джазовый клуб «Флорида», где снова угощает его выпивкой и знакомит со своей подругой Джули Ростиной (Дороти Камингор). Джули, которая не довольна тем, что Купер опять напился и заставил её ждать, приглашает неопытного Джорджи потанцевать, после чего Купер сменяет Джорджи в качестве её партнёра. Джорджи заворожено слушает пение чёрной джазовой певицы, которое возвращает его к воспоминаниям о праздничном торте, который подарил отец. Когда танцующие садятся за столики, Джули рассказывает, что домой вернулась её младшая сестра Мэрион, на что Купер замечает, что у него с Мэрион взаимная антипатия. Когда во время очередного джазового номера барабанщик исполняет длительное соло, перед глазами у Джорджи снова возникают картины избиения его отца. После закрытия клуба все трое выходят на улицу, где Джорджи видит певицу, которая выгуливает своего пуделя. Джорджи подходит к ней, чтобы выразить своё восхищение, однако допускает неловкое замечание по поводу цвета её кожи, чем портит женщине настроение. Поняв свою ошибку, расстроенный Джорджи садится вслед за Купером в такси и уезжает к нему домой.
Некоторое время спустя Джорджи просыпается на диване в квартире Купера, где за ним ухаживает Мэрион (Джоан Лорринг), которая уже обнаружила в его кармане револьвер и на всякий случай спрятала его за книгами на полке. На вопрос Джорджи, почему она не любит Купера, девушка отвечает, что её отец говорил, что Купер — плохой человек, а её отец никогда не ошибался в людях. В ответ Джорджи рассказывает, что всегда считал своего отца героем, но после сегодняшнего случая не знает, как к нему относиться. Душевный разговор приводит к тому, что Джорджи неловко целует Мэрион, после чего замечает, что у него пропал револьвер. В ярости Джорджи начинает его искать, несмотря на попытки Мэрион уговорить его не делать этого. Наконец, он находит револьвер, и, поцеловав Мэрион на прощанье, выходит на улицу.
Джорджи приходит в издательство «Дэйли Пресс», где у начальника типографского цеха узнаёт адрес, где может находиться Эл. Парень садится в такси, и, угрожая водителю револьвером, требует отвезти его по указанному адресу. Он находит дом и табличку, указывающую, что там проживает Френсис, подружка его отца. Джорджи проходит в дом и врывается в её квартиру, видя там Эла. Репортёр вспоминает, что видел Джорджи на боксёрском матче и подозревает, что тот пришёл к нему в поисках обворовавшего его Пекинпо. Однако когда Джорджи достаёт револьвер, Эл догадывается, что дело в чём-то другом и просит разъяснений, откуда он знает Френсис. Выясняется, что Френсис была сестрой Эла, а неделю назад она умерла. Теперь Эл должен освободить её квартиру от мебели и вещей. Когда Джорджи объясняет, что он сын Энди Лемейна и пришёл расквитаться за унижение отца, Эл спрашивает, почему его отец сам не пришёл. Затем сам отвечает на этот вопрос — потому что на нём лежит вина в её смерти. Френсис думала, что Энди на ней женится, однако он ей отказал, после чего она отравилась. Услышав это, Джорджи в сердцах бросает револьвер и собирается уйти. Однако Эл подбирает револьвер и направляет его на парня, одновременно собираясь позвонить его отцу. Джорджи хватается за оружие, возникает короткая стычка, в результате которой гремит выстрел и Эл падает на пол. Решив, что застрелил журналиста, Джорджи забирает револьвер и выбегает на улицу. Он прибегает в дом Купера, где рассказывает Мэрион, что застрелил Эла. Затем он рассказывает девушке, что отец его хороший человек, однако они редко говорили по душам, и ни разу не говорили друг другу о том, как любят друг друга. Мэрион сочувствует ему и понимает мотивы его поведения, однако категорически не согласна с тем, что для решения своих проблем он решил применить оружие. Мэрион отводит Джорджи к Куперу, которому парень рассказывает о том, что произошло, и просит у него помощи. Спросонья Купер не может поверить в то, что говорит Джорджи. Когда же до него доходит смысл его слов, Купер немедленно выгоняет парня из дома и требует, чтобы тот забыл о том, что они вообще встречались. Купер говорит, что это лучшее, что он может сделать для Джорджи, так как вообще-то должен заявить на него в полицию. Джорджи приходит в церковь, однако священник уезжает на вызов по срочному делу и просит его подождать. Когда в церковь заходят полицейские, Джорджи в страхе убегает, в итоге добираясь до собственного дома. Поняв в чём дело, Энди быстро раздевает сына и укладывает в кровать, а сам надевает его пиджак. Вскоре появляются копы, которые задерживают Энди по подозрению в нападении на Эла. Отец берёт всю вину на себя, однако Джорджи вскакивает с кровати и кричит полицейским, что это он застрелил Джаджа. Полицейские сообщают, что Эл жив и получил лишь пороховой ожог, а Энди забирают лишь для допроса. Джорджи обвиняет отца в смерти Френсис и требует объяснить, почему он на ней не женился. Энди отвечает, что не мог жениться, так как по-прежнему женат на матери Джорджи, которая на самом деле не умерла, как он думал, а сбежала с любовником, когда Джорджи был ещё совсем маленьким. Отец объясняет, что любил мать, и не рассказывал ничего сыну, потому что не хотел, чтобы тот её возненавидел. Джорджи отдаёт револьвер полицейским, которые забирают обоих Лемейнов, чтобы доставить в участок.

## В ролях
- Джон Дрю Бэрримор — Джордж Ламейн
- Престон Фостер — Энди Ламейн
- Джоан Лорринг — Мэрион Ростина
- Говард Сент-Джон — Эл Джадж
- Дороти Камингор — Джули Ростина
- Филип Бурнёф — доктор Ллойд Купер
- Эмиль Мейер — Пекинпо
- Хоуланд Чемберлен — Фланаган
- Майрон Хили — Кеннели

## Создатели фильма и исполнители главных ролей
Как написал историк кино Артур Лайонс, Джозеф Лоузи «прошёл тест на режиссёрское мастерство в начале 1950-х годов, поставив такие нуары, как „Разделительная линия“ (1950), „М“ (1951, римейк классического фильма Фритца Ланга), „Долгая ночь“ (1951) и „Вор“ (1951). Он показал себя мастерским режиссёром, но его американской карьере положили конец маккартистские слушания, когда он был заклеймён как коммунист и внесён в чёрный список Голливуда. Он был вынужден эмигрировать в Великобританию, где в конце концов смог поднять свою карьеру на новый уровень». По словам Денниса Шварца, «это последний поставленный в Америке фильм попавшего в „чёрный список“ Джозефа Лоузи перед его европейской ссылкой. Впоследствии Лоузи приобрёл широкую известность благодаря своим европейским фильмам „Слуга“ (1963), „Несчастный случай“ (1967) и „Посредник“ (1971)».
По словам кинообозревателя «Нью-Йорк Таймс» Босли Краузера, исполнитель главной роли в фильме Джон Дрю Бэрримор был сыном знаменитого театрального и киноактёра Джона Бэрримора, он также является отцом актрисы Дрю Бэрримор. По информации Американского института киноискусства, «это был первый фильм, в котором имя Джона Дрю Бэрримора было указано в титрах выше названия, что обозначило его первую крупную роль». За свою карьеру, охватившую преимущественно 1950—1960-е годы Джон Дрю Бэрримор сыграл почти в 30 фильмах, среди которых наиболее значимыми были фильмы нуар «Пока город спит» (1956) и «Тень на окне» (1957), криминальная драма «Школьные тайны» (1958), а также несколько итальянских триллеров первой половины 1960-х годов.
Джоан Лорринг известна по таким фильмам нуар, как «Вердикт» (1946), «Три незнакомца» (1947), «Упущенный момент» (1947) и «Гангстер» (1947).

## История создания фильма
В основу сценария фильма был положен роман Стэнли Эллина «Предел ужаса» (1948).
По словам Шварца, Лоузи жаловался на то, что «продюсер картины Ваксман исключил флэшбеки, которые тот планировал, и заставил Лоузи сделать изложение в строго хронологическом порядке, что немного ослабило остроту фильма».
Когда фильм вышел на экраны, в титрах в качестве авторов сценария были указаны только Джозеф Лоузи и Стэнли Эллин. Имена попавших в «чёрный список» Ринга Ларднера-младшего и Хьюго Батлера, которые также были соавторами сценария, указаны не были. Их вклад в создание сценария фильма был официально восстановлен Гильдией сценаристов США только в 2000 году.

## Оценка фильма критикой

### Общая оценка фильма
После выхода фильма на экраны кинообозреватель «Нью-Йорк Таймс» Босли Краузер охарактеризовал её как «мрачную претенциозную мелодраму», герой которой — «неопытный и боязливый юноша» — «оказывается в плену унылых и гнетущих страданий», разыскивая среди ночи человека, который жестоко избил его отца. «С трудом продравшись через серию нелепых и абсурдных ситуаций, юноша выясняет, что его отец и так ожидал этого избиения». Краузер называет картину «не более чем самонадеянной и надуманной историей без какого-либо прояснения характера или темы, которая поставлена Джозефом Лоузи в вызывающе показном стиле, и сыграна группой профессиональных актёров так, как будто они на уроке в театральной школе».
Современный киновед Аллен Силвер отметил, что фильм «отягощён повествовательной структурой, которая временами сознательно аллегорична», однако в целом его можно рассматривать как фильм нуар по причине «тех отношений, которые он устанавливает между главным героем и переменчивым миром вокруг». По словам Силвера, «полу-одиссея, полу-вендетта Джорджи приводит его в несколько незнакомых ему ситуаций — метафорически выступая как переходный обряд от подросткового возраста к взрослому». По мнению Стива Пресса, фильм «выступает в значительной степени как своеобразная история взросления, где платой для Джорджи за взросление становится разочарование в своём униженном отце. Вооружённый этим знанием и более точным пониманием своих возможностей, Джорджи теперь лучше готов к преодолению неприятия, унижений и садомазохистских отношений окружающего его нуарового мира». Спенсер Селби назвал картину «уникальным, трогательным фильмом о герое в поисках зрелости в суровом, бесчувственном мире», а Майкл Кини полагает, что фильм «временами мучительно медленный, но интересный». Деннис Шварц охарактеризовал картину как «истеричную мелодраму о мести, которая выдаёт себя за фильм нуар по причине мрачного мира негодяев и подонков, который её населяет». По мнению критика, картина «страдает от чрезмерной театральности и претенциозности сценария Лоузи и Эллина».

### Символика фильма
По словам Шварца, картина может рассматриваться в нескольких различных ипостасях — как фильм взросления, как критический взгляд на оружие, которое может сделать человека опасным, как предупреждение о возможных смертоносных последствиях при отсутствии должного контакта между ребёнком и родителем и как «аллегория репрессивного общества Америки». Шварц отмечает, что в фильме каждый значимый персонаж выступает символом чего-либо. В частности, «имя Джаджа (по-английски — „судья“) говорит само за себя, это человек, который считает себя выше закона». Он демонстрирует это «во время своего садистского взрыва и саркастическими суждениями о добре и зле». Отец Джорджи — это «крупный человек, который слабовольно подчиняется наказанию со стороны того, кто считает себя судьёй. Он рассматривается как символ Америки, уступившей устроившим травлю красных бандитам, таким как сенатор Маккарти. А наивный и невинный Джордж рассматривается как последняя надежда Америки, который способен взглянуть на вещи свежим, ясным взглядом. Он потерявшийся хороший парень, который настолько отчуждён, что не может понять, как функционирует этот мир. Воспитанный в изолированном обществе друзей своего отца, он вынужден стать взрослым, когда выходит на тёмные городские улицы, проходит в тени массивных нефтехранилищ, где человек кажется карликом, посещает боксёрские бои, где болельщики кричат, требуя крови, а тёмные личности занимаются махинациями, сидит в ночных забегаловках и убогих квартирах, и посещает шумную пресс-комнату, где настолько шумно, что он не в состоянии ясно мыслить».
Силвер обращает внимание на то, что «трость Джаджа (также, как и его имя) и пистолет Энди Ламейна (который в кармане Джорджа придаёт ему уверенность) становятся легко читаемыми образами развращающей власти, а пьющий профессор коллежа Купер символизирует интеллектуальный декаданс». Сверстники ритуально избивают оторванного от них Джорджи, который находит убежище в баре своего отца, где празднуется день его рождения. Однако вскоре Джорджи получает ещё один жестокий и унизительный удар, когда этот праздник, символизирующий взрослость, разрушается избиением Джаджем его отца. Своё негодование Джорджи фиксирует на Джадже. Преследование Джаджа выводит Джорджи из его привычного места обитания, и «уводит его на боксёрскую арену, в кафе, ночной клуб и газетный офис. Его унижение со стороны Пэкинпо, за которым следует боксёрский поединок, выпивание и наконец оглушающий рёв в пресс-центре складываются в смертельную атаку на чувства Джорджи, кульминацией которых становится столкновение с Джаджем».
По словам Силвера, «все эти сцены подчёркнуты визуальной прямотой и периодическим боковым освещением крупного плана Джорджи в момент его нерешительности. После того, как Джадж застрелен, Джорджи неожиданно открывает для себя нуаровую панораму города, которая была скрыта от него ранее его яростью и ночью. Его карликовая фигура движется мимо едва очерченных рассветом зловещих зданий, входя и выходя из теней таких массивных сооружений как нефтехранилища. Последний ритуальный акт после отказа получить убежище в квартире Ростины, становится его конфирмацией. По законам нуара, это не может быть простой безболезненный шлепок по щеке, требуется оправдание отца и сдача полиции».

### Оценка актёрской игры
По мнению Краузера, «Джон Бэрримор-младший играет роль беспомощного юноши и будущего мстителя, и лучшее, что можно сказать о его игре, это то, что она не хуже самого фильма. Престон Фостер мрачен в роли отца, а Говард Сент-Джон высокомерен в роли человека, который его избивает. Филипп Бурнеф невнятен в роли пьянствующего профессора, а Джоан Лорринг слащава в роли доброжелательной девушки». Как замечает Краузер, «похоже, что все актёры были озабочены исключительно театральной эффектностью своих ролей и полностью забыли о самой истории с её особым взглядом на жизнь и интеллектуальным содержанием».